# Abhängigkeitsverlagerung
Unter Abhängigkeitsverlagerung, auch Suchtverlagerung, versteht man das Ausweichen von Abhängigkeitskranken auf ein anderes Abhängigkeitsverhalten als das ursprüngliche. Eine Abhängigkeit wird durch eine andere ersetzt.
So hat z. B. ein Alkoholkranker, der zwar mit dem Trinken aufhört, dafür aber Medikamente oder andere Drogen konsumiert, seine Abhängigkeitserkrankung nicht zum Stillstand gebracht, sondern sie nur auf eine andere Substanz verlagert.
Werden die Ursachen der Abhängigkeit nicht aufgelöst – etwa im Rahmen einer Psychotherapie –, werden häufig andere Substanzen oder Tätigkeiten süchtig konsumiert bzw. ausgeübt und treten so an die Stelle der Ursprungssucht.

## Abhängigkeitsverlagerung als Ausrede
Abhängigkeitsverlagerung kann Abhängigen als Ausrede vor sich selbst oder anderen Menschen dienen, um zu beweisen, dass ja eigentlich kein Problem mehr vorläge; die bisher als problematisch angesehene Verhaltensweise ist oberflächlich betrachtet verschwunden. Häufig dienen Tätigkeiten als Flucht, viele Substanzabhängige verlagern ihre Abhängigkeit in den Bereich der Arbeit, sie betäuben sich mit Tätigkeiten (Arbeitssucht) oder leben ihre Sexualität exzessiv aus (Sexabhängigkeit), sie versuchen sich durch Tätigkeit oder andere berauschende Verhaltensweisen zu vergessen. 
Werden die Ursprungsmotive, die verantwortlich sind für das süchtige Verhalten, nicht erkannt und aufgearbeitet, wird bei vielen Abhängigen unabhängig von der Art der Abhängigkeit eine Verlagerung stattfinden. Wichtig ist hierbei eine ehrliche Beobachtung der eigenen Verhaltensweisen und Denk- sowie Gefühlstruktur.

## Vermeidung einer Abhängigkeitsverlagerung durch Therapie
Abhängigkeit ist eine Erkrankung, die im eigentlichen Sinne nicht geheilt werden kann, aber sie kann zum Stillstand gebracht werden. Der Alkoholiker wird lebenslang abstinent leben müssen, weil jeder Kontakt zu Alkohol ihn wieder rückfällig werden lässt. Auch sollten andere Rauschmittel gemieden werden, um nicht die alte Abhängigkeit durch eine neue zu ersetzen. Ein genaues Beobachten eventueller Fluchttendenzen durch Tätigkeiten ist auch sehr wichtig.
Durch genaues Betrachten der Persönlichkeit und therapeutisches Wirken (manchmal ist zu diesem Zweck ein stationärer Aufenthalt notwendig) gelingt es vielen Abhängigen, ein alternatives Handlungsspektrum aufzubauen, und so ohne den Umstieg in eine andere Abhängigkeit abstinent zu leben. Jedoch wird häufig eine Tendenz vorhanden sein, die alten Schemata wieder auszuleben und sich zu berauschen.

## Selbsthilfegruppen
Viele Abhängige gehen in Selbsthilfegruppen wie z. B. einer 12-Schritte-Gruppe, die bekannteste ist  Anonyme Alkoholiker. Ein Grund für den Besuch einer Gruppe ist, dass hier von und mit anderen Abhängigen gelernt werden kann, sein Verhalten umzustellen. Ein weiterer Grund ist, dass stoffliche Abhängigkeit meist nicht heilbar ist, sondern wieder ausbricht, wenn die Ursprungssubstanzen wieder eingenommen werden. Der langfristige Besuch von Gruppen soll dabei helfen, ein stabiles Leben zu führen und sich selbst ehrlich zu beurteilen, auch bei einer Abhängigkeitsverlagerung.